# Малокамышевахский сельский совет (Харьковская область)
Малокамышевахский сельсовет — входит в состав Изюмского района Харьковской области Украины.
Административный центр сельского совета находится в селе Малая Камышеваха.

## История
Сельсовет образован в 1930 году.

## Населённые пункты совета
- село Малая Камышеваха
- село Донецкое
- село Копанки
- село Семеновка
- село Снежковка
- село Топольское
- село Шпаковка